# Carlos Cigarrán Rodil
Carlos Cigarrán Rodil (San Tiso d'Abres, 15 d'agost de 1941 - Barcelona, 24 de gener de 1988) fou un polític català d'origen asturià.

## Biografia
Des de 1965 treballà a la SEAT com a tècnic metal·lúrgic i fou secretari d'organització de la Federació del Metall de la UGT i membre del Secretariat Nacional de Catalunya el 1976-1977. També fou membre de la Comissió Executiva Federal del PSOE (1976-1981),
Fou nomenat secretari d'organització del PSC-PSOE (1978-1980) i amb aquest partit es presentà a les eleccions generals espanyoles de 1977 i 1979, i fou elegit diputat per la circumscripció de Barcelona. Dins del Congrés dels Diputats fou secretari segon de la comissió d'Hisenda i vocal de la comissió especial per a l'estudi dels problemes de la tercera edat.
El 1980 deixà l'escó a Anna Balletbò i Puig i es presentà a les eleccions al Parlament de Catalunya de 1980 i 1984, on també fou elegit diputat al Parlament de Catalunya, del que en fou membre de la Diputació Permanent (1980-1984). També ha estat membre fundador de la Fundació Rafael Campalans. Va morir en un accident el gener de 1988.